# جان هنشا
جان هنشا (انگلیسی: John Henshaw؛ زادهٔ ۱۹۵۱ میلادی) بازیگر تئاتر، سینما و تلویزیون اهل بریتانیا بود.
از فیلم‌ها یا برنامه‌های تلویزیونی که وی در آن نقش داشته است، می‌توان به استن و اُلی، خیابان کورونیشن، پدر براون، در جستجوی اریک، نزدیک‌تر به ماه، چالش نخست، افسر آزادی مشروط و دانتون ابی اشاره کرد.